# Pakistan op de Olympische Zomerspelen 1948
Pakistan debuteerde een jaar na de onafhankelijkheid op de Olympische Zomerspelen tijdens de Olympische Zomerspelen 1948 in Londen, Engeland. Het hockeyteam eindigde op de vierde plaats nadat het de wedstrijd om het brons van Nederland had verloren.

## Deelnemers en resultaten
(m) = mannen, (v) = vrouwen 

### Atletiek
| Olympiër                  | Discipline       | Resultaat   | Prestatie                               |
| ------------------------- | ---------------- | ----------- | --------------------------------------- |
| Muhammad Sharif Butt      | 100m (m)         | 44e         | serie 11: 4de in 11,23                  |
| Muhammad Sharif Butt      | 200m (m)         | kwartfinale | serie 9: 2de in 22,8 kwartfinale 4: 6de |
| Mazhar-Ul-Haque Khan      | 110m horden (m)  | series      | serie 6: 5de                            |
| Mohsin Nazar Khan         | 400m horden (m)  | 25e         | serie 2: 4de in 59,5                    |
| Nazar Muhammad Khan Malik | kogelstoten (m)  | 23e         |                                         |
| Ahmed Zahur Khan          | kogelstoten (m)  | 24e         |                                         |
| Nazar Muhammad Khan Malik | discuswerpen (m) | 26e         | kwalificatie: 26ste met 36,23m          |
| Ahmed Zahur Khan          | discuswerpen (m) | 26e         | kwalificatie: 26ste met 36,23m          |

### Boksen
| Olympiër          | Discipline | Resultaat | Prestatie                                                  |
| ----------------- | ---------- | --------- | ---------------------------------------------------------- |
| Paul Raschid      | -51kg (m)  | DNS       | niet gestart                                               |
| Alex Monterio     | -54kg (m)  | 17e       | 1ste ronde: V van IND Lall: scheidsrechterlijke beslissing |
| Sydney Greave     | -58kg (m)  | 17e       | 1ste ronde: V van RSA Shepherd: punten                     |
| Anwar Pasha Turki | -62kg (m)  | DNS       | niet gestart                                               |
| Anwar Pasha Turki | -67kg (m)  | 17e       | 1ste ronde: V van CEY Obeysekere: punten                   |

### Gewichtheffen
| Olympiër            | Discipline  | Resultaat | Prestatie                                                                             |
| ------------------- | ----------- | --------- | ------------------------------------------------------------------------------------- |
| Muhammad Iqbal Butt | -75kg (m)   | 22e       | duwen: 18de met 92,5kg trekken: 23ste met 90kg stoten: 19de met 122,5kg totaal: 305kg |
| Muhammad Naqi Butt  | +82,5kg (m) | 15e       | duwen: 15de met 97,5kg trekken: 15de met 97,5kg stoten: 14de met 125kg totaal: 305kg  |

### Hockey
| Olympiër | Discipline | Resultaat | Prestatie |
| --- | ---------- | --------- | --- |
| Ali Iqtidar Shah Dara Shahzada Shahrukh M Anwar Beg Moghal Syed Mohammad Saleem Mohammad Niaz Khan Shahzada Mohammad Khurram Hamidullah Burki Abdul Ghafoor Khan Masood Ahmed Khan Mahmoodul Hasan Sheikh Abdul Aziz Malik Abdul Qayyum Khan Abdul Razzaq Khawaja Mohammad Taqi Mukhtar Bhatti Abdul Hamid Azizur Rehman Khan Rehmatullah Sheikh Milton D'Mello | mannen     | 4e        | groep C: 1ste W van België: 2-1 W van Denemarken: 9-0 W van Frankrijk: 3-1 W van Nederland: 6-1 halve finale: V van Groot-Brittannië: 0-2 bronzen finale: G van Nederland: 1-1 bronzen finale re-match: V van Nederland: 1-4 |

| Groep C |            |             |             |             |             |            |            |            |        |
| #       | Land       | Wedstrijden | Wedstrijden | Wedstrijden | Wedstrijden | Doelpunten | Doelpunten | Doelpunten | Punten |
| #       | Land       | G           | W           | G           | V           | V          | T          | Saldo      | Punten |
| 1       | Pakistan   | 4           | 4           | 0           | 0           | 20         | 3          | +17        | 8      |
| 2       | Nederland  | 4           | 3           | 0           | 1           | 11         | 8          | +3         | 6      |
| 3       | België     | 4           | 2           | 0           | 2           | 6          | 8          | −2         | 4      |
| 4       | Frankrijk  | 4           | 0           | 1           | 3           | 4          | 9          | −5         | 1      |
| 5       | Denemarken | 4           | 0           | 1           | 3           | 4          | 17         | −13        | 1      |

| Ronde                   | Datum      | Plaats    | Land             | Score      | Land     |
| ----------------------- | ---------- | --------- | ---------------- | ---------- | -------- |
| Groepsfase              |            |           |                  |            |          |
| 2 augustus              | Londen     | Pakistan  | 2-1              | België     |          |
| 3 augustus              | Londen     | Pakistan  | 9-0              | Denemarken |          |
| 5 augustus              | Londen     | Pakistan  | 3-1              | Frankrijk  |          |
| 7 augustus              | Londen     | Pakistan  | 6-1              | Nederland  |          |
| Halve finale            | 9 augustus | Londen    | Groot-Brittannië | 2-0        | Pakistan |
| Bronzen finale          |            |           |                  |            |          |
| 12 augustus             | Londen     | Nederland | 1-1              | Pakistan   |          |
| Bronzen finale re-match |            |           |                  |            |          |
| 13 augustus             | Londen     | Nederland | 4-1              | Pakistan   |          |

### Wielersport
| Olympiër            | Discipline       | Resultaat | Prestatie                                                           |
| Baan                | Baan             | Baan      | Baan                                                                |
| ------------------- | ---------------- | --------- | ------------------------------------------------------------------- |
| Mohammad Naqi Malik | sprint (m)       | 17e       | 1ste ronde serie 10: V van USA Heid herkansingen: V van AUS Bazzano |
| Wazir Ali           | tijdrit (m)      | 20e       | 1.24,8                                                              |
| Weg                 |                  |           |                                                                     |
| Wazir Ali           | wegwedstrijd (m) | DNF       | niet gefinisht                                                      |

### Zwemmen
| Olympiër                                                                 | Discipline            | Resultaat | Prestatie               |
| ------------------------------------------------------------------------ | --------------------- | --------- | ----------------------- |
| Sultan Karim Ali                                                         | 100m vrije slag (m)   | DNS       | serie 1: niet gestart   |
| Bryan O'Connell                                                          | 100m vrije slag (m)   | DNS       | serie 5: niet gestart   |
| Mohammad Naqi Malik                                                      | 400m vrije slag (m)   | 40e       | serie 3: 7de in 6.17,4  |
| Sultan Karamally                                                         | 400m vrije slag (m)   | 41e       | serie 6: 7de in 7.16,9  |
| Anwar Aziz Chaudhry                                                      | 1500m vrije slag (m)  | 39e       | serie 1: 7de in 25.37,4 |
| Jaffer Ali Shah                                                          | 100m rugslag (m)      | 39e       | serie 2: 7de in 1.30,2  |
| Iftikhar Ahmed Shah                                                      | 100m rugslag (m)      | DNS       | serie 6: niet gestart   |
| Jaffer Ali Shah                                                          | 200m schoolslag (m)   | DNS       | serie 4: niet gestart   |
| Iftikhar Ahmed Shah                                                      | 200m schoolslag (m)   | 32e       | serie 3: 8ste in 3.28,1 |
| Anwar Aziz Chaudhry Sultan Karamally Iftikhar Ahmed Shah Jaffer Ali Shah | 4x200m vrije slag (m) | 13e       | serie 1: 6de in 12.25,8 |

Afghanistan · Argentinië · Australië · België · Bermuda · Birma · Brazilië · Brits-Guiana · Canada · Ceylon · Chili · Colombia · Cuba · Denemarken · Egypte · Filipijnen · Finland · Frankrijk · Griekenland · Groot-Brittannië · Hongarije · Ierland · IJsland · India · Irak · Iran · Italië · Jamaica · Joegoslavië · Libanon · Liechtenstein · Luxemburg · Malta · Mexico · Monaco · Nederland · Nieuw-Zeeland · Noorwegen · Oostenrijk · Pakistan · Panama · Peru · Polen · Portugal · Puerto Rico · Republiek China · Singapore · Spanje · Syrië · Trinidad en Tobago · Tsjecho-Slowakije · Turkije · Uruguay · Venezuela · Verenigde Staten · Zuid-Afrika · Zuid-Korea · Zweden · Zwitserland